# رینی واختمانس
رینی واختمانس (هلندی: Rini Wagtmans؛ زادهٔ ۲۶ سپتامبر ۱۹۴۶) دوچرخه‌سوار اهل هلند است.
وی در مسابقات کشوری و بین‌المللی در مجموع برندهٔ ۱ مدال نقره شده‌است.